# ジャスティン・キング
ジャスティン・キング（Justin King, 1979年6月13日 - ）は、アメリカオレゴン州出身のギタリスト、カメラマンである。
アコースティック・ギターによるパーカッシブなタッピングスタイルのパイオニアとして知名度が高く、ギタースタイルはフラメンコやケルト音楽などから影響を受けている。ミュージシャンや音楽ディレクターだけではなく、一時期はフォトジャーナリストとしても活動していた。

## 経歴と最近の活動
アメリカアラスカ州パーマー生まれ、生家はワイン業界で有名な家系である。カトリック系スクールに8年間在籍し、高校を2年生で中退の後、サンフランシスコで絵画を勉強する。
14歳頃からドラムやギターを始め、現在も彼のベーシストを務めるDrew Dresmanと作曲や演奏活動を行った。アコースティック・ギターは19歳頃に始め、1999年には初のソロ・アルバム『Justin King』、2000年には『Opening』を発表。2001年にはヨーロッパ各地やアイルランド、イギリスを旅した後、代表作の『Le Bleu』を発表した。このアルバムはアコースティック・ギターのインストゥルメンタルで、イギリスのスタジオで収録された。
彼は『Le Bleu』を収録したスタジオに影響を受け、アメリカ帰国後に自身のレコーディング・スタジオを設立する。スタジオ完成までは2年ほどかかり、その間はソロ・ギタリストとしてジェームス・テイラー、B.B.キング、ダイアナ・クラール、アル・グリーン、North Mississippi Allstars等のオープニングを務めてアメリカ中をツアーした。スタジオ完成後は新たなインストゥルメンタル・アルバム『I-XII』を収録する。バンドを結成後、彼らは1年ほどアメリカをツアーし、2006年にエピック・レコードと契約してメジャー・デビューを果たす。
バンドでのレコーディングは彼のスタジオの他に、ロサンゼルス、ニューヨーク、サンフランシスコ等のスタジオで行われた。レコーディングには1年以上かかり、その間も国内外でツアーや演奏活動を続けた。その後エピック・レコードとは代表者や担当A&Rがやめる等の問題があり、1年ほど所属の後に契約解除を申し出る。エピック・レコードはバンドに全権限を譲り、その後はアルバムをリリースするが2007年に解散する。
バンド解散後はフォトジャーナリストとして活動を始め、2008年8月にはイラクでオレゴン州軍に同行して戦場を撮り続けた。イラクでの取材内容や写真はイギリスBBCのウェブサイトに掲載され、オレゴン州のニュース雑誌でも紹介された。
オレゴン州ポートランドの大学にて油絵と写真の学位を習得した。

## 様々なプロジェクト
2001年に発表した『Le Bleu』はアコースティック・インストゥルメンタルのアルバムであり、彼のアコースティック・ギターでのテクニックや表現力を発揮している。また、このアルバムは個人公開にもかかわらず世界的に高い評価を得た。しかし、彼の知名度を上げたのはインターネットに公開されたビデオクリップである。もっとも知られているクリップはアップテンポ・バージョンの「Phunkdified」であり、たくさんの若いギタリストが彼のユニークなタッピングスタイルに魅了された。また、ユージーンでのライブにおける「Knock On Wood」のクリップではDooliのダブルネック・アコースティック・ギターが紹介された。
『Le Bleu』の発表後、Raging Familyと共に『Le Bleu』のエレクトロミックス・バージョンのプロジェクトや、Carlos VamosやMichael Manringとのコラボレーション・プロジェクトを開始した。これらのプロジェクトはそれまでのコンセプトとは違い、ボーカルソングやロック等の現代的な音楽として作成された。
『Humilitas Occidit Superbiam』は彼の新たな挑戦とも言えるソロ・アルバムであり、彼自身が様々な楽器を手がけている。チェロ、ドラム、キーボード、ベース、ギター等を使用し、レコーディングは個人的に行われた。このアルバムは彼のMyspaceで発表され、2009年にデジタル化されたもののみでリリースされた。
2001年よりニューヨークブルックリンにスタジオを設立した。
現在は生まれ故郷であるオレゴンに戻り新しくスタジオを設立している。

## 主な使用ギター
彼は使用する機材へのこだわりが強いことで知られている。

### Acoustic
- 1952 Martin 00 spruce/mahogany
- 1957 Marting D-28 spruce/rosewood
- 1995 Martin 00 spruce/rosewood
- 1956 Martin D-21
- 1956 Gibson SJ
- Lowden O-25c cedar/rosewood
- Lowden O-25c cedar/rosewood, fingerboard extension
- Melville Guitars spruce/rosewood, fingerboard extension, wide neck
- Breedlove custon 7-string spruce/rosewood
- Daryl Perry Flamenco spruce/ash
- Doolin Double Neck Double-Cutaway Custom
- Paul Reed Smith Angelus
- Taylor 714ce
- Kalavinka[16] Custom Spruce/Honduran Rosewood

### Electric
- Moollon Narcis
- Custom Fender Telecaster with Suhr pickups
- Gibson 1959 ES-335 reissue
- Gibson ES-126
- Gibson SG
- Various off-brands from the 60's

### Doolin ダブルネック・アコースティック・ギター
彼は独特なタッピングスタイルの演奏のため、特別な仕様のダブルネック・アコースティック・ギターを必要として、Mike Doolinにその製作を依頼した。このギターは両ネックともに6弦で同じDADGADチューニングとなる仕様であり、製作での挑戦的な試として、弦が340ポンドのテンションに耐ながらアコースティック・ギターとして満足な音を得ることであった。その他にも、Doolinの独自の技術であるピンレスブリッジや、調整可能なネックアングル等が用いられている。彼らは相談の結果、ギターのために加工されたジャンボスタイルのボディー、ローズウッドのバックとサイド、レッドウッドのトップを選定した。レッドウッドは非常に強く安定しており、さらにダイナミックなアコースティック・トーンを生み出す。ピックアップにはB-Bandが採用された。完成したギターは独特のトーンを持っており、ネット上で公開されている「Crown」のクリップなどで確認できる。

## ディスコグラフィ

### ソロアルバム
- Justin King (1999) (out of print)
- Opening (2000) (out of print)
- Le Bleu (2001)
- Humilitas Occidit Superbiam (2009)
- LIVE IN JAPAN[18] (2015)

### Justin King and the Apologies
- Pilot (2003) (EP)
- Bright And Dirty Lights (2005) (EP)
- Bright And Dirty Lights Taster Disc (2005)
- C-Sides (2006) (EP)
- Fall/Rise (2007) (EP)
- Justin King and the Apologies (2007)

### Justin King & the Raging Family
- Re Bleu: The Raging Family Le Bleu Remix (2008)

### King West Manring Vamos
- I-XII (2008)